# クレシミル・シプシュ
クレシミル・シプシュ（クロアチア語:Krešimir Šipuš, ラテン文字転写:Kresimir Sipusch, 1930年6月26日ザグレブ - 2014年9月23日オスロ）は、ユーゴスラビア出身の指揮者、作曲家。

## 経歴
1930年ザグレブ生まれ。地元の音楽院でシュテパン・シュレクに作曲、イーゴリ・マルケヴィチに指揮法を学んだ。地元ザグレブの歌劇場の指揮者を経て、1964年から1972年までカンヌ交響楽団の首席指揮者を務めた。1968年からはザグレブ放送管弦楽団の首席指揮者も兼任し、1974年までその任に当たった。
1970年代半ばからノルウェーを中心に活動するようになり、1976年から1996年までノルウェー国立オペラ・アカデミーで教鞭を取った。
2014年にオスロにて死去。